# Codex Beratinus 2
Codex Beratinus 2, znany także jako Minuskuł 1143 (wedle numeracji Gregory-Aland), ε 1035 (von Soden) – purpurowy rękopis Nowego Testamentu pisany minuskułą na pergaminie w języku greckim, datowany na wiek IX. Jest jednym z nielicznych rękopisów pisanych złotem. Przechowywany jest w Tiranie, zachowały się wszystkie karty kodeksu, jednak w nie najlepszej kondycji. Choć nie cieszy się zainteresowaniem ze strony krytyków tekstu i nie jest wykorzystywany w krytycznych wydaniach greckiego Nowego Testamentu, ceni się go ze względu na sposób wykonania. Jest jednym z najcenniejszych rękopisów przechowywanych w Albanii.

## Opis rękopisu
Kodeks zawiera tekst czterech Ewangelii na 413 pergaminowych kartach (24 cm na 19 cm) . Karty ułożone zostały w formacie quarto. Jest jednym z zaledwie dwóch minuskułowych rękopisów Nowego Testamentu pisanych złotem na nasączonym purpurą pergaminie (drugim jest minuskuł 565) . Wraz z upływem czasu kolor purpury uległ pogorszeniu i przekształcił się w barwę od ciemnozielonej, poprzez ciemnoniebieską do jasnobrunatnej.
Tekst pisany jest jedną kolumną na stronę, 17 linijek w kolumnie . Litery są niewielkie, mają kształt charakterystyczny dla wczesnej minuskuły. Niektóre partie tekstu pisane są semiuncjałą . Pismo jest regularne, stosowane są przydechy i akcenty. Tekst Ewangelii dzielony jest według dwóch systemów, według κεφαλαια (rozdziały) oraz według krótszych jednostek – Sekcji Ammoniusza. Sekcje Ammoniusza posiadają odniesienia do Kanonów Euzebiusza. Przed każdą z Ewangelii umieszczone zostały listy κεφαλαια – pełnią one rolę spisu treści.
Kodeks został ozdobiony czterema portretami ewangelistów. Każdy z wizerunków ewangelistów umieszczony został w czworoboku o wymiarach 12 na 19 cm. Mają one charakter ikon, bez żadnych specjalnych dekoracji. Jan został przedstawiony jako siedzący na tronie z wysokim oparciem, Marek i Łukasz umieszczeni zostali w małych drewnianych ławeczkach. Portrety zachowały się w słabej kondycji, niektóre ich części zostały uszkodzone, część naklejek została utracona. Portret Mateusza został uszkodzony. Pierre Batiffol deklarował w XIX wieku, że portrety zostały całkowicie wymazane. Dzisiaj jednak widoczne są sylwetki ewangelistów.

## Tekst
Tekst rękopisu nie cieszy się zainteresowaniem ze strony krytyków tekstu i nie był dotąd publikowany, reprezentuje bizantyjską tradycję tekstualną. Aland nie zaklasyfikował go do żadnej Kategorii rękopisów Nowego Testamentu. Rękopis nie był też badany przy pomocy Claremont Profile Method, tj. metody wielokrotnych wariantów.
Rękopis zawiera teksty wątpliwe lub kwestionowane w innych rękopisach. Zawiera tekst o znakach czasu z Mt 16,2b-3 bez jakiegokolwiek oznakowania przy pomocy asterysku czy obelisku, zawiera tekst o krwawym pocie Jezusa w Ogrójcu w Łk 22,43-44 bez jakiegokolwiek oznakowania. Zawiera Perykopę adulterę w J 7,53-8,11 bez jakiegokolwiek oznakowania.

## Historia

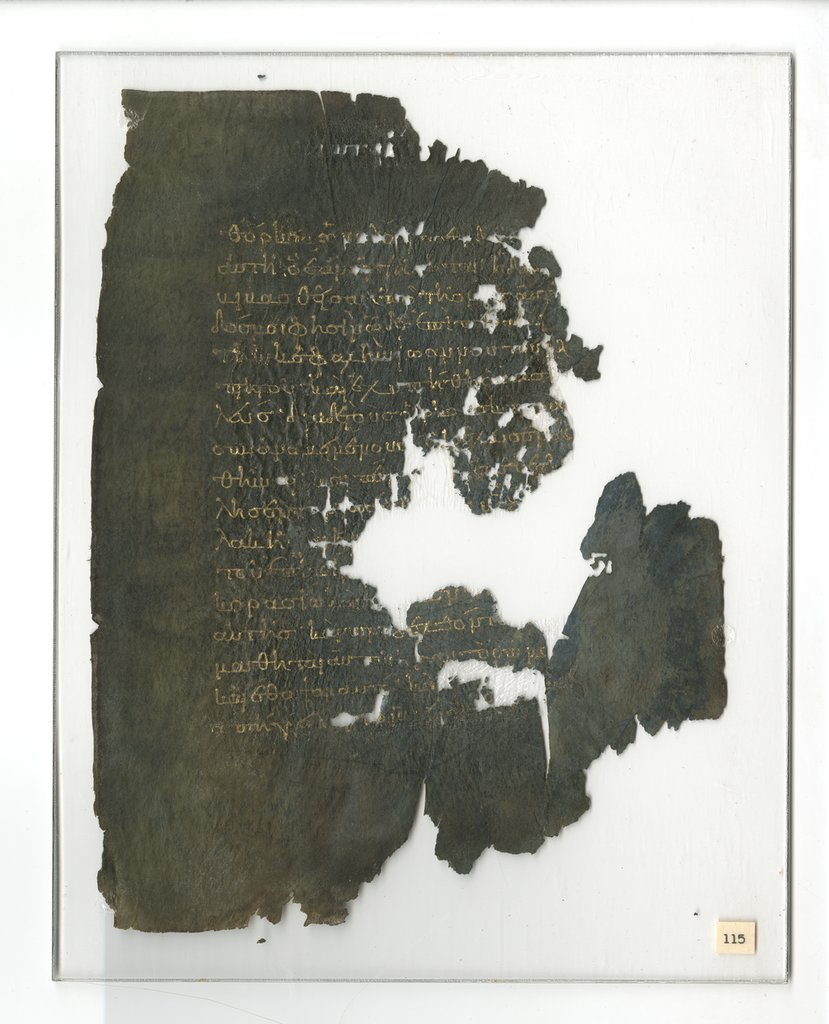
Codex Beratinus 2, Ewangelia Mateusza

Pierre Batiffol datował rękopis na X wiek. Datę tę powtórzył za nim Gregory. Obecnie INTF datuje go na wiek IX . Dion Tushi, albański profesor, datował go na drugą połowę IX wieku, ze wskazaniem na ostatnie dekady IX wieku. Datowanie oparł na wczesnym charakterze minuskuły oraz stosunkowo słabo jeszcze udekorowanych inicjałach. Na rzecz takiego datowania przemawia porównanie z minuskułem 565. Rękopis powstał prawdopodobnie w cesarskim skryptorium w Konstantynopolu lub w Azji Mniejszej w czasach renesansu macedońskiego .
Nieznane są okoliczności, w jakich rękopis dotarł do Berat. Pewnym jest tylko to, że w roku 1356 znajdował się w Berat, gdzie przechowywany był do XX wieku. W 1805 roku sporządzono dlań metalowe okładki . Po II wojnie światowej, ze względu na prześladowania religijne ze strony komunistów, był ukrywany w specjalnym schowku w katedrze w Berat wraz z Kodeksem Beratinus. W roku 1968 został przypadkowo znaleziony i był wtedy poważnie uszkodzony przez wilgoć. W 1971 roku został przesłany do Chińskiej Akademii Naukowej, dla restauracji rękopisu. Wrócił do Albanii w styczniu 1972 roku i jest odtąd przechowywany w Albańskim Archiwum Państwowym (Kod. Br. 2) Tiranie  . Rękopis został zdigitalizowany przez CSNTM.
Pierwszy krótki opis rękopisu sporządził w 1868 roku Anthymus Alexoudis, prawosławny metropolita z Beratu. Alexoudis przekazał, że według związanej z rękopisem legendy uchodzi on za wykonany przez Jana Chryzostoma. Pierre Batiffol w 1886 roku sporządził bardziej precyzyjny opis rękopisu (wespół z minuskułem 1141) i odtąd stał się znany dla świata naukowego. Batiffol nadał mu nazwę Codex Aureus Anthimi (Złoty Kodeks Anthymusa), a nazwał go tak na cześć Anthymusa Alexoudisa, który mu dopomógł w docieraniu do rękopisów podczas jego wizyty w Berat. Nowy i obszerny opis sporządzili Didier Lafleur i Luc Brogly w 2018 roku.
W 1890 roku Gregory wciągnął go na listę rękopisów Nowego Testamentu, dołączoną do 8. wydania Nowego Testamentu Tischendorfa (Editio Octava Critica Maior), nadając mu siglum 1143e. W 1908 roku po uproszczeniu numeracji Gregory nadał mu siglum 1143 i pod takim siglum figuruje na liście Gregory-Aland . Nie jest wykorzystywany we współczesnych naukowych wydaniach greckiego Novum Testamentum Nestle-Alanda.
Jest jednym z najcenniejszych skarbów kultury przechowywanych w Albanii. W roku 2005 wciągnięty został przez UNESCO na listę Pamięci Świata, wraz z Kodeksem Beratinus .